# Dymasius carinipennis
Dymasius carinipennis är en skalbaggsart som beskrevs av Holzschuh 1991. Dymasius carinipennis ingår i släktet Dymasius och familjen långhorningar. Inga underarter finns listade i Catalogue of Life.